# Didemnum biglutinum
Didemnum biglutinum är en sjöpungsart som beskrevs av Monniot 1995. Didemnum biglutinum ingår i släktet Didemnum och familjen Didemnidae. Inga underarter finns listade i Catalogue of Life.